# Bộ Chính trị Đảng Nhân dân Cách mạng Lào
Bộ Chính trị Ban Chấp hành Trung ương Đảng Nhân dân Cách mạng Lào, là cơ quan cao nhất của Đảng Nhân dân Cách mạng Lào, cuộc họp được tổ chức giữa các kỳ họp Trung ương Đảng và được tổ chức ít nhất hai lần mỗi năm. Theo quy định của Đảng, Bộ Chính trị chỉ đạo định hướng chung cho Chính phủ Lào và ban hành các chính sách được Đại hội Đảng hoặc Ban Chấp hành thông qua.
Thành viên của Bộ Chính trị được bầu bởi Đại hội Đảng. Bộ Chính trị hiện nay được bầu bởi Đại hội Đảng toàn quốc lần thứ 11 và gồm có 13 ủy viên. Người đứng đầu là Tổng Bí thư Thongloun Sisoulith.

## Lịch sử
Bộ Chính trị Ban Chấp hành Trung ương Đảng được thành lập tại Đại hội Đảng Toàn quốc lần thứ 2 tổ chức ngày 3-6 tháng 2 năm 1972. Bộ Chính trị khóa II gồm 7 ủy viên, trong số 7 ủy viên Bộ Chính trị có 4 ủy viên đồng thời là ủy viên Ban Bí thư Trung ương Đảng.
Trước đó, tại Đại hội Đảng Toàn quốc lần thứ nhất, một Ban Thường vụ Ban Chỉ đạo Trung ương Đảng Nhân dân Lào được bầu, đây là cơ quan tiền thân của Bộ Chính trị khóa II.
Pany Yathotou trở thành người phụ nữ đầu tiên và người Hmong đầu tiên được bầu vào Bộ Chính trị (bà được bầu vào Bộ Chính trị khóa VIII năm 2006). Tỷ lệ đại diện của phụ nữ trong Bộ Chính trị tăng lên trong khóa XI, khi cả Pany Yathotou và Sisay Leudetmounsone đều được bầu vào Bộ Chính trị khóa XI.

## Nhiệm vụ
Bộ Chính trị thay mặt Ban Chấp hành Trung ương Đảng lãnh đạo, giám sát, kiểm tra việc thực hiện các nghị quyết của Đại hội, nghị quyết của Ban Chấp hành Trung ương Đảng.
Bộ Chính trị có những nhiệm vụ sau:
- Thống nhất những vấn đề liên quan đến chủ trương, chính sách của Đảng và nhà nước
- Thống nhất về công tác quốc phòng, an ninh và đối ngoại của Đảng
- Thống nhất về công tác tổ chức, xây dựng đảng - cán bộ, đề bạt, triển khai, phức hợp, thực hiện chính sách quản lý đội ngũ cán bộ
- Phê chuẩn về những thay đổi mới trong hệ thống chính quyền, Mặt trận Lào Xây dựng Đất nước, Liên hiệp Cựu chiến binh và các tổ chức quần chúng khác
- Chuẩn bị đầy đủ và triệu tập Hội nghị Ban Chấp hành Trung ương Đảng hoặc Hội nghị bất thường
- Báo cáo kết quả thực hiện nhiệm vụ giữa hai hội nghị toàn thể với Ban Chấp hành Trung ương Đảng
- Nghe báo cáo và kiểm tra việc thực hiện công tác của Tổng Bí thư và các ủy viên Ban Bí thư Trung ương Đảng

## Bộ Chính trị các khóa
| Đại hội | Ủy viên | Ủy viên | Ủy viên | Nhiệm kỳ             | Nhiệm kỳ             | Thời gian       |
| Đại hội | Nam     | Nữ      | Bầu lại | Bổ nhiệm             | Miễn nhiệm           | Thời gian       |
| ------- | ------- | ------- | ------- | -------------------- | -------------------- | --------------- |
| II      | 7       | 0       | 7       | 6 tháng 2 năm 1972   | 30 tháng 4 năm 1982  | 10 năm, 83 ngày |
| III     | 7       | 0       | 7       | 30 tháng 4 năm 1982  | 15 tháng 11 năm 1986 | 4 năm, 199 ngày |
| IV      | 13      | 0       | 8       | 15 tháng 11 năm 1986 | 29 tháng 3 năm 1991  | 4 năm, 134 ngày |
| V       | 11      | 0       | 5       | 29 tháng 3 năm 1991  | 20 tháng 3 năm 1996  | 4 năm, 357 ngày |
| VI      | 9       | 0       | 8       | 20 tháng 3 năm 1996  | 18 tháng 3 năm 2001  | 4 năm, 363 ngày |
| VII     | 11      | 0       | 9       | 14 tháng 3 năm 2001  | 21 tháng 3 năm 2006  | 5 năm, 7 ngày   |
| VIII    | 10      | 1       | 8       | 21 tháng 3 năm 2006  | 21 tháng 3 năm 2011  | 5 năm, 0 ngày   |
| IX      | 10      | 1       | 5       | 21 tháng 3 năm 2011  | 22 tháng 1 năm 2016  | 4 năm, 307 ngày |
| X       | 10      | 1       | 9       | 22 tháng 1 năm 2016  | 15 tháng 1 năm 2021  | 4 năm, 359 ngày |
| XI      | 11      | 2       | —       | 15 tháng 1 năm 2021  | Đương nhiệm          | 4 năm, 106 ngày |

## Bộ Chính trị khóa XI (2021 - 2026)
1. Ông Thongloun Sisoulith: Tổng Bí thư, Chủ tịch nước Lào
2. Ông Sonexay Siphandone: Thủ tướng Chính phủ
3. Ông Saysomphone Phomvihane: Chủ tịch Quốc hội
4. Bà Pany Yathotou: Phó Chủ tịch nước
5. Ông Bounthong Chitmany: Thường trực Ban Bí thư, Phó Chủ tịch nước
6. Đại tướng Chansamone Chanyalath: Phó Thủ tướng Chính phủ
7. Ông Khamphanh Phommathat: Chủ nhiệm Ban Kiểm tra Trung ương
8. Ông Sinlavong Khoutphaythoune: Chủ tịch Ủy ban Trung ương Mặt trận Lào xây dựng đất nước.
9. Ông Kikeo Khaykhamphithoune: Phó Thủ tướng Chính phủ
10. Đại tướng Vilay Lakhamfong: Phó Thủ tướng Chính phủ, Bộ trưởng Bộ Công an
11. Bà Sisay Leudetmounsone: Trưởng ban Tổ chức Trung ương
12. Ông Saleumxay Kommasith: Phó Thủ tướng Chính phủ